# 奧克波特 (明尼蘇達州)
奧克波特（英語：Oakport）是位於美國明尼蘇達州克萊縣的一個普查規定居民點。

## 人口
根據2020年美國人口普查的數據，奧克波特的面積為7.70平方千米，當中陸地面積為7.70平方千米，而水域面積為0.00平方千米。當地共有人口1387人，而人口密度為每平方千米180.13人。